# Kohlgrube (Wipperfürth)
Kohlgrube ist eine Ortschaft in der Gemeinde Wipperfürth im Oberbergischen Kreis im Regierungsbezirk Köln in Nordrhein-Westfalen (Deutschland).

## Lage und Beschreibung
Der Ort liegt im Südwesten der Stadt Wipperfürth im Tal des Baches Ahe an der Landesstraße L286. Der Drecker Bach mündet innerhalb der Ortschaft in die Ahe. Nachbarorte sind Fürden, Langensiefen und Drecke.
Der Ort gehört zum Gemeindewahlbezirk 150 und damit zum Ortsteil Thier.

## Geschichte
In der topografischen Karte der Jahre 1894 bis 1896 wird der Ort Kohlgrube erstmals verzeichnet. In den Jahren 1913 und 1915 ist in Kohlgrube die „Lebensmittelhandlung Rudolf Stockberg“ belegt.

## Busverbindungen
Über die Haltestelle Kohlgrube der Linien 426 und 429 (VRS/OVAG) ist Kohlgrube an den öffentlichen Personennahverkehr angebunden.

## Wanderwege
Der vom SGV ausgeschilderte Rundweg Thier führt durch den Ort.